# Fujiwara no Sadayori
En aquest nom japonès, el cognom és Fujiwara.
Fujiwara no Sadayori (japonès: 藤原定頼; 995 - 8 de febrer de 1045) fou un poeta i cortesà japonés que visqué a mitjan període Heian. Son pare fou Fujiwara no Kintō i sa mare era filla del príncep Akihira (fill de l'emperador Murakami). Tenia els títols de Shônii i de Gonchûnagon, i fou anomenat Shijō Chūnagon (四条中納言). Apareix en la llista antològica del Chûko Sanjûrokkasen.
El 1007 fou nomenat Jugoi, el 1008 camarlenc i el 1009 oficial de la cort. Al 1017 era Kurodonotô i Shôshii; al 1020 Sangi i Sadaiben i al 1022 Shôsanmi. El 1029 ascendí a Gonchūnagon i al 1042 a Shōnii. Cap a 1044 emmalaltí i es feu monjo budista, i morí a l'any següent.
Tingué relacions amb la poeta Koshikibu no Naishi, i també les poetes Sagami i Daini no Sanmi. Era un expert en música, en el cant de les sutres budistes i en cal·ligrafia xinesa. Participà en concursos de yamato-uta durant 1032 i 1035.
S'inclogueren alguns poemes seus en l'antologia imperial Goshûi Wakashû. Replegà els seus poemes en el Sadayori-shū (定頼集). Un poema seu també és en l'antologia Ogura Hyakunin Isshu.